# 德爾默內什蒂鄉 (登博維察縣)
44°37′N 25°55′E / 44.617°N 25.917°E
德爾默內什蒂鄉（羅馬尼亞語：Comuna Dărmănești, Dâmbovița），是羅馬尼亞的鄉份，位於該國南部，由登博維察縣負責管轄，面積33平方公里，海拔高度229米，2007年人口4,622，人口密度每平方公里139人。